# Snejinka
Le tremplin de Snejinka (en russe : Федеральный центр подготовки по зимним видам спорта «Снежинка» имени А.А. Данилова) est un tremplin de saut à ski situé à Tchaïkovski en Russie.